# Irmandades do Divino Espírito Santo

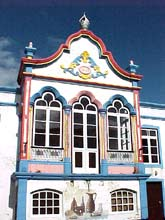
O império da Feteira, ilha Terceira, um exemplar típico da arquitectura ligada às Irmandades do Espírito Santo (finais do século XIX).

Os Impérios do Divino Espírito Santo são um dos traços mais marcantes da identidade açoriana, constituindo um culto que para além de marcar o quotidiano insular, determina traços identitários que acompanham os açorianos para todos os lugares onde a emigração os levou. Para além dos Açores, o culto do Divino Espírito Santo está hoje bem vivo no Brasil (para onde foi levado há três séculos) e na América do Norte.
Nos Açores, uma das Irmandade de maior referência é a Irmandade do Divino Espírito Santo de São Carlos, em Angra do Heroísmo.

## O joaquinismo e o culto do Divino Espírito Santo nos Açores
Apesar da colonização dos Açores só se ter iniciado a partir de 1432, quase 200 anos após o apogeu do joaquinismo, e do núcleo central da doutrina de Joaquim de Fiore já ter sido condenado em 1256 pelo Papa Alexandre IV, há no arquipélago um claro reacender daquelas doutrinas, inspirando manifestações religiosas e acções rituais e simbólicas que perduram até aos nossos dias.
Seguramente por influência dos franciscanos espiritualistas, que foram os primeiros religiosos a instalar-se nas ilhas, partilhando com os primeiros povoadores as agruras da colonização, o culto do Divino Espírito Santo, então em apagamento na Europa devido à crescente pressão da ortodoxia religiosa, foi trazido para as ilhas. Aqui, em comunidades isoladas e sujeitas às pressões e incertezas da vida na margem do mundo conhecido, as crenças e ritos do Divino Espírito Santo ganharam raízes e recuperaram o seu vigor, reganhando um claro cunho joaquimita que ainda hoje está bem patente.
Os Açores, e as comunidades de origem açoriana, constituem assim os últimos redutos onde as doutrinas de Joaquim de Fiore sobrevivem, e, a julgar pelo recrudescer dos Impérios do Divino Espírito Santo, mantêm todo o seu vigor.

### Origem e expansão do culto

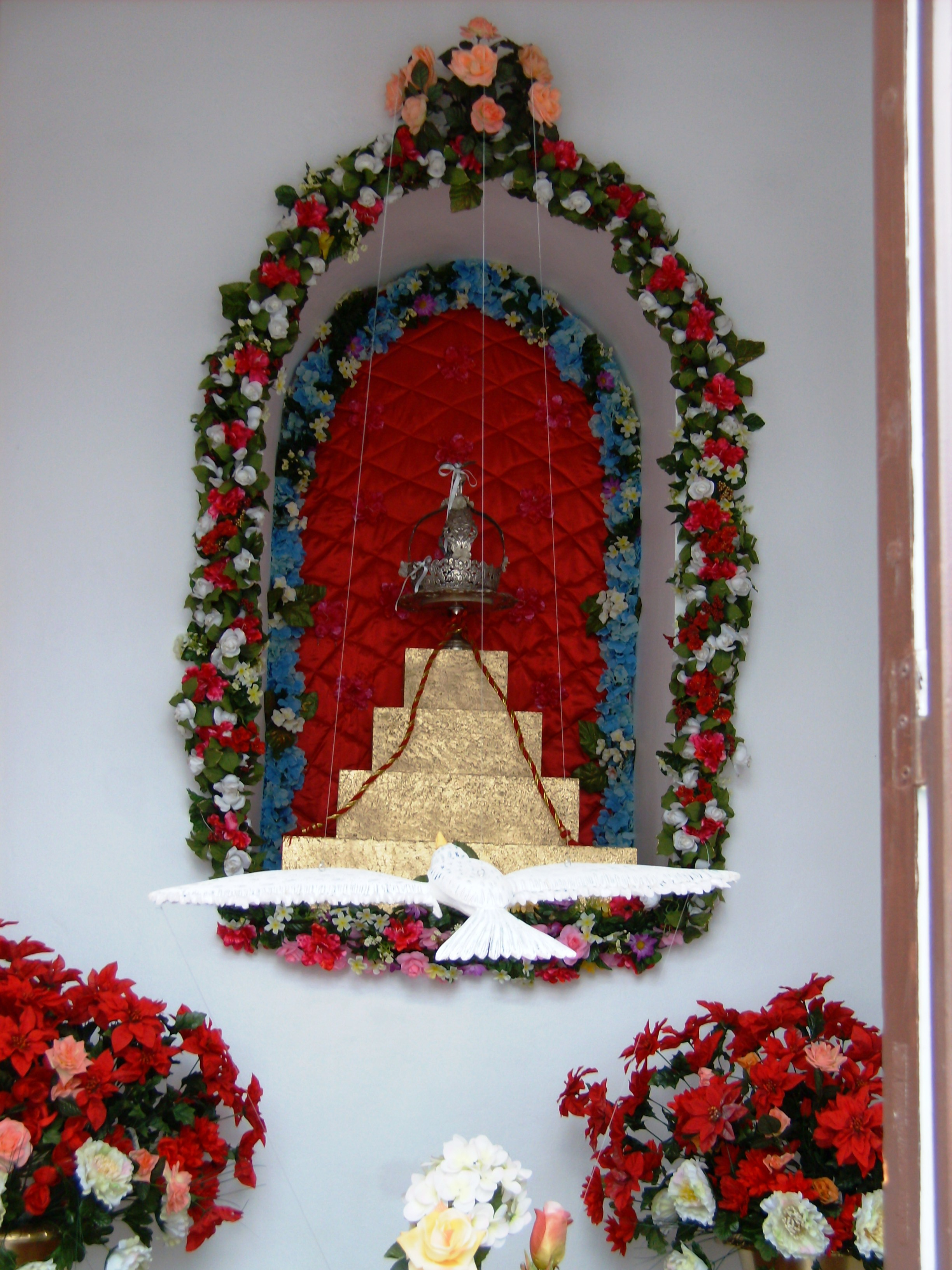
Coroa do Espírito Santo, Ilha de Santa Maria (Açores, 2008).

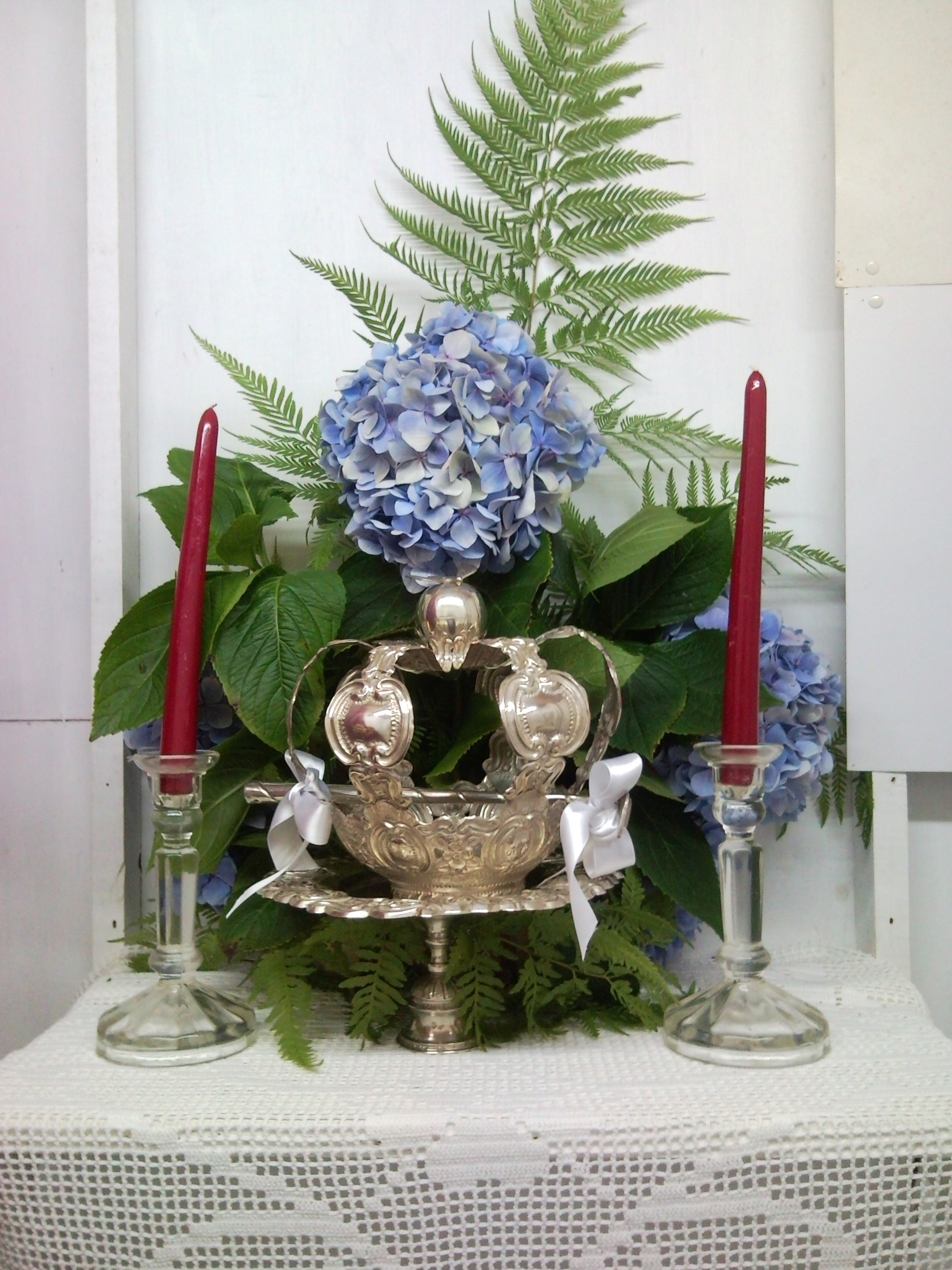
Altar em honra do Divino Espírito Santo com Coroa, ilha de São Jorge.

Sobre as origens do culto e dos rituais utilizados, pouco se sabe. A corrente dominante filia o culto açoriano ao Divino Espírito Santo nas celebrações introduzidas em Portugal pela Rainha Santa Isabel, que por sua vez as teria trazido do seu Aragão natal. De facto existem notícias seguras da existência do culto nos séculos XIV e XV em Portugal.
O seu centro principal parece ter sido em torno de Tomar (a Festa dos Tabuleiros parece ter aí raiz), localidade que era sede do priorado da Ordem de Cristo, a que foi confiada a tutela espiritual das novas terras, incluindo dos Açores. Outro centro relevante foi Alenquer, localidade onde, nos primeiros anos do século XIV, a rainha Santa Isabel terá introduzido em Portugal a primeira celebração do Império do Divino Espírito Santo, provavelmente influenciada por franciscanos espiritualistas, que ali fundaram o primeiro convento franciscano em Portugal. Pelo menos assim reza um velho pergaminho franciscano depositado na Câmara Velha daquela vila estremenha. A partir dali o culto expandiu-se, primeiro por Portugal (Aldeia Galega, na época Montes de Alenquer, Sintra, Tomar, Lisboa) e depois acompanhou os portugueses nos Descobrimentos.
As novas colónias, de início subordinado directamente ao prior de Tomar, e depois ao arcebispado do Funchal e ao novo bispado de Angra, estavam sobre a orientação religiosa da Ordem, a quem competia a nomeação do clero e a supervisão do seu desenvolvimento religioso.
Neste contexto, as referências ao culto do Espírito Santo aparecem muito cedo e de forma generalizada em todo o arquipélago, já que Gaspar Frutuoso, escrevendo cerca de 150 anos após o início do povoamento, já o menciona, indicando ser comum a todas as ilhas. Tal expansão apenas seria possível se contasse com a tolerância, ou mesmo o incentivo, da Ordem de Cristo. Também as referências a festejos feitas nas Constituições Sinodais da Diocese de Angra, aprovadas em 1559 pelo bispo D. frei Jorge de Santiago, demonstram que naquela altura já eram matéria a merecer a atenção da autoridade episcopal.
Tendo em conta que os povoadores vieram de múltiplas origens, desde o norte ao sul de Portugal, e ainda da Flandres e outras regiões europeias, o que aliás está bem patente na diversidade dos falares açorianos e das tradições e costumes das ilhas, e que excluindo a diocese, não existia no temporal qualquer forma de governo comum, a existência de um culto unificador, comum a todo o arquipélago, e com existência em fase tão precoce do povoamento, parece demonstrar que terá existido uma clara intenção e coordenação na sua introdução. Admitindo tal facto, não resta senão a presença franciscana como explicação para a propagação do culto e como veículo de introdução das doutrinas joaquimitas.
A existência de Irmandades do Divino Espírito Santo é já generalizada no século XVI. O primeiro hospital criado nos Açores (1498), a cargo da Santa Casa da Misericórdia de Angra, recebe a designação, ainda hoje mantida, de Hospital do Santo Espírito. A distribuição de carne e os bodos eram também já comuns em meados do século XVI.
E nesse mesmo século era celebrada a bordo das Naus do Brasil e das Armadas da Índia: em carta enviada para Itália desde Goa, o missionário jesuíta Fúlvio de Gregori, comunica o seguinte: Costumam os portugueses eleger um imperador pela festa de Pentecostes e assim aconteceu também nesta nau S. Francisco. Com efeito, elegeram um menino para imperador, na vigília de Pentecostes, no meio de grande aparato. Vestiram-no depois muito ricamente e puseram-lhe na cabeça a coroa imperial. Escolheram também fidalgos para seus criados e oficiais as ordens, de modo que o capitão foi nomeado mordomo da sua casa, outro fidalgo foi nomeado copeiro, enfim, cada um com o seu oficio, à disposição do imperador. Entraram nisto até os oficiais da nau, o mestre, o piloto, etc. Depois, no dia de Pentecostes (ou Páscoa do Espírito Santo), trajando todos a primor, fez-se um altar na proa da nau, por ali haver mais espaço, com belos panos e prataria. Levaram, então, o imperador à missa, ao som de música, tambores e festa e ali ficou sentado numa cadeira de veludo com almofadas, de coroa na cabeça e ceptro na mão, cercado pela respectiva corte, ouvindo-se entretanto as salvas de artilharia. Comeram depois os cortesãos do imperador e, por fim, serviram toda a gente ali embarcada, à volta de trezentas pessoas.
A partir daí, e particularmente após o início do século XVIII, o culto do Divino Espírito Santo assume-se como um dos traços centrais da açorianidade, sendo o verdadeiro traço cultural unificador das populações das diversas ilhas. Com a imigração açoriana o culto é levado para o Brasil, onde já no século XVIII existia no Rio de Janeiro, na Baía e nas zonas de colonização açoriana de Santa Catarina, Rio Grande do Sul e Pernambuco. No século XIX é levado para o Hawaii, para o Massachusetts e para a Califórnia.
Hoje o culto açoriano do Divino Espírito Santo está em claro crescimento, tanto nos Açores como nas zonas de imigração açoriana, nomeadamente as costas leste e oeste dos Estados Unidos e a Província do Ontário, Canadá. Com o renascer da identidade açoriana no sul do Brasil, os festejos do Divino revigoraram-se também aí.

### A essência joaquinita dos Impérios do Divino

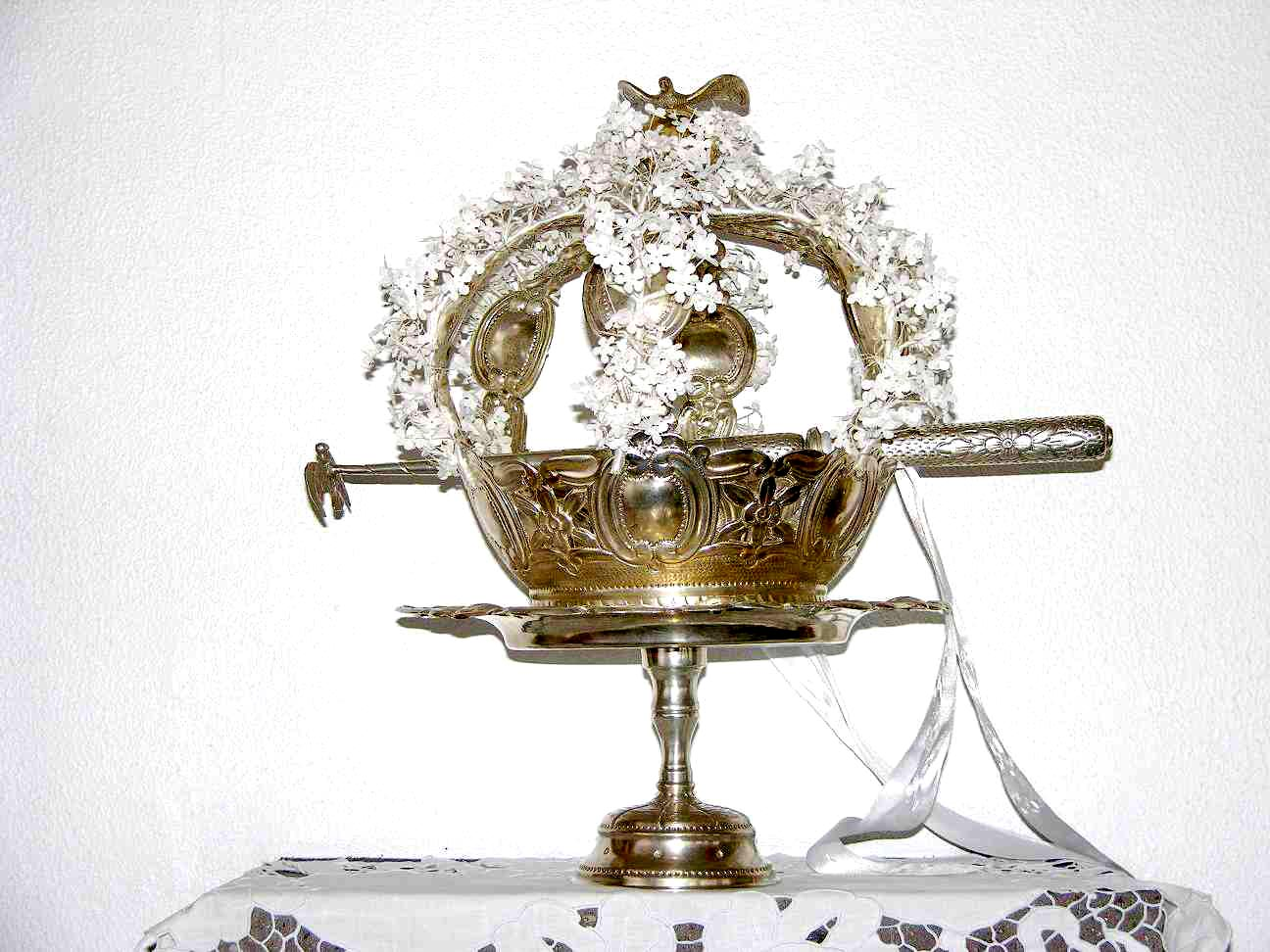
Coroa, ceptro e orbe do Espírito Santo.

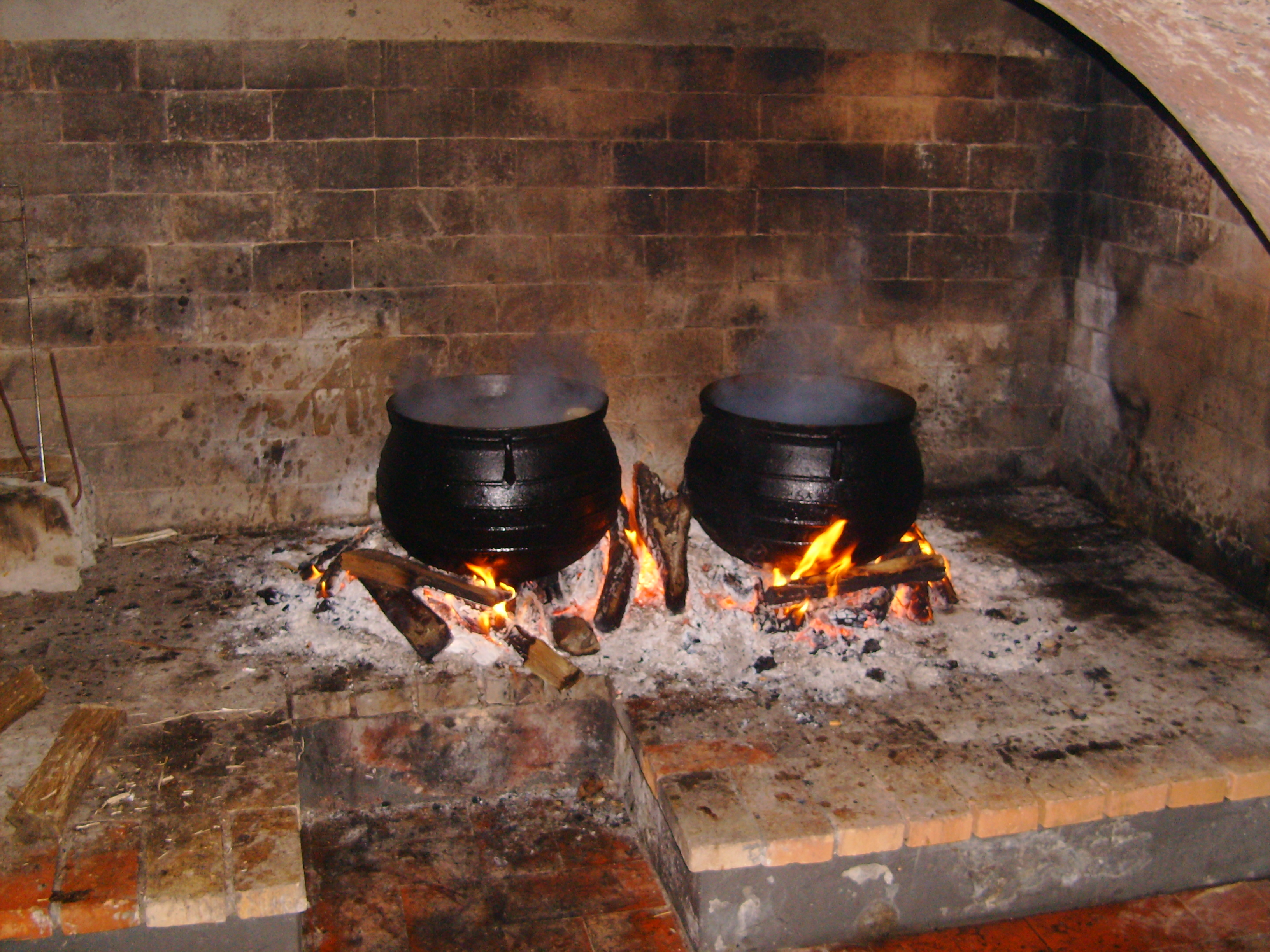
Preparação tradicional das "sopas" do Espírito Santo (Vila do Porto, ilha de Santa Maria).

Para se compreender a proximidade do actual culto açoriano ao Espírito Santo às doutrinas de Joaquim de Fiore é necessário analisar-se sua forma de organização, crenças, e rituais.
A organização do culto, embora com pequenas variações entre ilhas, e particularmente entre estas e as comunidades de origem açoriana nas Américas, o culto assenta nas seguintes estruturas:
- A Irmandade — A irmandade constitui o núcleo organizacional do culto. É composta por irmãos, voluntariamente inscritos e consensualmente aceites, todos eles iguais em direitos e deveres. Embora haja notícia de antigas irmandades exclusivamente masculinas, desde há muito que homens e mulheres participam sem diferenças. O carácter igualitário das irmandades, condicente com a crença joaquimita, é bem patente, não sendo aceites diferenças por origem ou posses. Esta regra foi raramente violada, mas há notícia nalgumas ilhas de Impérios dos nobres (o mais conhecido e o único sobrevivente é o da Horta, hoje sob responsabilidade da Câmara Municipal) que apenas aceitavam irmãos provenientes da aristocracia local. As irmandades são de carácter territorial, constituindo-se como verdadeiras associações de vizinhos, agrupando famílias residentes numa mesma freguesia ou localidade, sem prejuízo de aceitarem irmãos residentes noutras localidades, desde que tenham vínculo de origem ou família à localidade onde se situa a irmandade. As irmandades têm um compromisso, mas em geral regem-se por regras consensuais, não escritas. Sempre que a diocese ou as autoridades civis tentaram intervir em matérias das irmandades depararam-se com enorme resistência e indignação, seguida de resistência passiva que impediu a interferência.
- O Império — Cada irmandade estrutura-se em torno de um Império do Divino Espírito Santo, normalmente um pequeno edifício com arquitectura distinta em torno do qual se realizam as actividades do culto. A arquitectura dos Impérios varia grandemente de ilha para ilha, variando desde um simples telheiro no tardoz das igrejas na ilha de Santa Maria até capelas vistosamente ornadas e encimadas pela coroa imperial na ilha Terceira. Aos impérios está normalmente associada uma dispensa ou copeira, espaço destinado ao armazenamento dos adereços utilizados, dos víveres e vitualhas e para confecção e distribuição das funções e demais refeições rituais. O aparecimento generalizado dos impérios como edifícios permanentes em alvenaria data última metade do século XIX, provavelmente em resultado do retorno de dinheiro dos emigrantes no Brasil e na Califórnia. Até ali o culto realizava-se em torno dos treatros (e não teatros!), palanques em madeira montados especificamente para a ocasião. Na diáspora açoriana, particularmente na Nova Inglaterra e no Canadá, para além dos pequenos impérios, são hoje comuns os grandes salões, onde as festas se realizam em ambiente fechado.
- O Mordomo — Para cada celebração os irmãos escolhem um irmão responsável que recebe a designação de mordomo. A escolha é normalmente feita pela retirada de pelouros, bilhetes em papel onde é inscrito um nome, enrolados e colocados num saco ou chapéu, de onde são retirados por uma criança. A maioria das irmandades admite a existência de mordomos voluntário, que se oferecem a realizar a festa em resultado do cumprimento de promessa feita para recebimento de uma especial graça do Divino Espírito Santo. Ao mordomo cabe coordenar a recolha de fundos para a festa e coordenar a sua realização, sendo para tal efeito considerado a autoridade suprema a que todos os irmãos estão obrigados a estrita obediência.

No que respeita às crenças, que estão por detrás da organização acima descrita, elas entroncam directamente no joaquimismo. São elas:
- A esperança — os devotos esperam a chegada de um tempo novo onde todos os homens serão irmãos e onde o Espírito Santo será a fonte de todo o saber e de toda a ordem.
- A fé no Divino e nos seus sete dons — o Divino Espírito Santo está presente em todo o lado, tudo sabe e tudo vê, não havendo para ele segredos. As ofensas ao divino são punidas severamente (Diz-se: O Divino Espírito Santo é vingativo), não ficando impunes as promessas não cumpridas. Os Sete Dons do Espírito Santo (Sabedoria, Entendimento, Conselho, Fortaleza, Ciência, Piedade e Temor) são a fonte de toda a virtude e de toda a sabedoria, devendo guiar os irmãos.
- O igualitarismo — todos os irmãos são iguais e todos podem ser mordomos, e todos podem ser coroados assumindo a função de imperador, merecendo igual respeito e obediência quando investidos dessa autoridade. É a expressão prática do igualitarismo joaquimita.
- A solidariedade e a caridade — na distribuição do bodo e das pensões, devem ser privilegiados os mais pobres para que todos possam igualmente festejar o Divino Espírito Santo. Todas as ofensas devem ser perdoadas para se ser digno de receber o Divino Espírito Santo.
- A autonomia face à Igreja — o culto do Divino Espírito Santo não depende da organização formal da igreja nem necessita da participação formal do clero. Não existem intermediários entre os devotos e o Divino. É clara a influência do pensamento joaquimita, preferindo a igreja mística à igreja formal.

Os rituais do culto assentam num conjunto de objectos simbólicos e em cerimónias visando a representação directa das crenças subjacentes. São eles:
- A coroa, o ceptro e o orbe — são os símbolos mais importantes do Império do Divino Espírito Santo, assumindo o lugar central em todo o culto. A coroa é uma coroa imperial, em prata, normalmente com três braços, encimada por um orbe em prata dourada sobre o qual assenta uma pomba de asas estiradas. O tamanho da coroa varia, e em geral cada irmandade dispõe de uma coroa grande e duas mais pequenas. Cada coroa é completada com um ceptro em prata, encimado por uma pomba de asas estiradas. A coroa é decorada com um laço de fita de seda branca, o mesmo acontecendo com o ceptro. Por vezes os braços da coroa são decorados com pequenos botões de flor de laranjeira em tecido branco. A coroa é colocada sobre uma bandeja de pé alto, também em prata. Simboliza o império do Divino Espírito Santo e o seu poder universal. Para além de servir para coroar, é considerada uma honra, conferida pelo imperador, transportar a coroa e segurar a respectiva bandeja. Durante o ano as coroas circulam semanalmente entre as casas dos irmãos, que as colocam em lugar de honra, rezando e louvando o Divino, todas as noites, perante elas. As coroas são também transportadas pelos mordomos quando realizam peditórios.
- A bandeira — a bandeira é confeccionada em damasco vermelho vivo, normalmente de dupla face, de forma quadrangular, com 5 palmos de lado (embora existam bandeiras maiores e menores), sobre o centro da qual é bordada em relevo uma pomba branca da qual irradiam para baixo raios de luz em branco e fio de prata. A bandeira é colocada numa haste em madeira com cerca de dois metros de comprido, encimada por uma pomba em prata ou latão. A bandeira acompanha a coroa e está sempre presente nas cerimónias litúrgicas onde se coroe. Uma bandeira menor é içada junto à casa do imperador durante a permanência das coroas. Junto aos impérios é hábito existir um grande mastro no qual é içada durante as cerimónias uma grande bandeira de tecido branco onde estão pintadas cenas alusivas ao culto. É considerada uma honra ser escolhido para levar a bandeira nos cortejos.
- O Hino — o Hino do Espírito Santo, composto em finais do século XIX para ser tocado pelas bandas e ser cantado durante as coroações, é o mais reverenciado de todos os hinos, sendo sempre escutado nos Açores com grande emoção e respeito. Alguns dos acordes estão patentes no Hino dos Açores.
- As varas e as fitas — claramente inspiradas nas antigas varas municipais e dos juízes, as cerimónias e cortejos são acompanhadas por um número variável de varas em madeira polida (em geral 12), com cerca de 1,5 m de comprido, encimadas por um suporte no qual é possível colocar uma vela. Algumas varas são decoradas com fitas brancas e vermelhas. Notros casos são colocadas sete fitas, todas de cor diferente, representando os sete dons do Espírito Santo. Nas cerimónias de coroação, são colocadas velas que se acendem durante o acto. Nos cortejos as varas rodeiam as coroas, nalguns casos sendo seguradas por dois participantes e colocadas de forma a formar um quadrado em torno de cada coroa. Nalgumas irmandades existe uma vara extra, mais cumprida e sem suporte para vela, por vezes pintada de branco, que é entregue pelo imperador a uma pessoa que se responsabiliza por manter o cortejo em boa ordem. Esta vara é por vezes referida como o "enxota porcos", talvez uma referência aos tempos em que os animais domésticos andavam pelas ruas e precisavam de ser afastados para o cortejo passar. O imperador escolhe para levar as varas pessoas, normalmente jovens, que deseje honrar.
- O cortejo, império ou mudança — no dia de Páscoa as coroas são transportadas para a igreja, fazendo-se no final da missa a primeira coroação, depois de coroado, o imperador parte para sua casa, acompanhado por um cortejo, acompanhado pelos irmãos, que é aberto pela bandeira e termina pelas coroados rodeados pelas varas. Atrás vai normalmente uma filarmónica que acompanha com música alegre o percurso. Chegados a casa do imperador, as coroas são colocada num trono armado em madeira revestida de papel branco e de flores, ficando em exposição toda a semana. Todas as noites, os vizinhos e convidados reúnem-se para um pequeno convívio, por vezes incluindo danças, que termina pela recitação do terço e de orações alusivas ao Divino Espírito Santo.  No domingo seguinte, as coroas partem novamente em cortejo para a igreja, sendo recebidas à porta pelo pároco, que entoa o Magnificat. O processo repete-se até ao Domingo do Bodo (o sétimo após a Páscoa), e nalguns casos até ao 2.º Bodo (o Domingo da Trindade - 8.º após a Páscoa). Começa a ser comum fazer cortejos durante o Verão, normalmente associados a funções oferecidas por emigrantes em férias.
- A coroação – a coração é feita após o termo da missa e consiste na colocação, pelo sacerdote, da coroa na cabeça do imperador ou das pessoas que ele designar, e na imposição do ceptro, que depois de beijada a pomba que o encima, é empunhado pelos coroados. Os fiéis assistem de pé à coroação, sendo por vezes cantado o Hino. Depois da coroação, inicia-se o cortejo, sendo o imperador seguido até à porta pelo sacerdote, que canta o Magnificat.
- O bodo — No 7.º domingo após a Páscoa (dia de Pentecostes) realiza-se o bodo. Nesse dia, o cortejo depois de sair da igreja dirige-se ao império, sendo as coroas e bandeiras aí colocadas em exposição. Frente ao império, em longos bancos corridos são colocadas as esmolas, que depois de abençoadas são distribuídas. Os irmãos recebem-nas e todas as pessoas que passam podem livremente servir-se de pão e vinho. No entretanto são arrematadas as oferendas, normalmente gado, alfenim e massa sovada. O bodo é organizado e gerido pelo mordomo e por quem ele designe. Terminado o bodo as coroas recolhem em cortejo a casa do mordomo. A segunda-feira imediata é o Dia dos Açores, ou dia da pombinha.
- A esmola ou pensão — é constituída por uma porção de carne de vaca (de gado especialmente abatido para o efeito), por um pão de cabeça (ou pão do bodo), e por vinho de cheiro. É distribuída aos irmãos que as pretenderem e às famílias mais necessitadas.
- A função — é uma refeição ritual servida a um numeroso grupo de convidados por um dos irmãos, normalmente em resultado de um voto ou promessa. A refeição consiste de "sopa do Espírito Santo" (pão seco que depois é recoberto com água de cozer carne, temperada com hortelã e outros condimentos), o cozido de carne,  pão de água, a massa sovada (um pão de massa doce e rico em ovos) e arroz doce polvilhado com canela. Na Terceira é por vezes incluída a alcatra, um prato de carne cozinhada em vinho num alguidar de barro. A função simboliza a partilha e é servida na presença das coroas e da bandeira, sendo acompanhada por cantigas alusivas ao Império do Divino Espírito Santo, normalmente cantadas por foliões. As funções são hoje servidas em contextos cerimoniais, como seja a celebração do Dia dos Açores e recepções protocolares. O recorde de participação numa função (cerca de 8 mil convivas) ocorreu na Rua de São Pedro, em Angra do Heroísmo, nas celebrações do 10 de Junho de 2000, com a presença do Presidente da República, do Primeiro-Ministro, do Presidente do Governo dos Açores e de todo o corpo diplomático acreditado em Portugal, entre outros convidados.
- A briança — é um cortejo em que o gado que vai ser abatido para o bodo ou arrematado é mostrado á comunidade, com flores de papel colorido coladas na pelagem e acompanhado por foliões ou cantadores de cantigas ao desafia. O cortejo para à porta de cada família que contribuiu, sendo então cantadas cantigas alusivas. Durante o percurso é tocada a briança (música tradicional para este evento) ou um pezinho adequado.
- Ceia dos criadores — são jantares organizados em honra dos lavradores que contribuíram com gado ou das pessoas que deram ofertas relevantes à irmandade. Funciona como momento de recolha de fundos, sendo tradição em algumas ilhas convidar figuras ilustres da política ou da vida social local.
- Os foliões — são pequenos grupos de até 5 pessoas, os Foliões do Divino, que, com as suas cantigas, acompanhadas por tamborete e címbalos, participam da preparação das Festas do Divino, visitando as casas dos irmãos, cantando os feitos e os poderes do Divino Espírito Santo, recolhendo donativos e marcando os rituais da distribuição do bodo ou da função. Na ilha de Santa Maria e no lugar da Beira, ilha de São Jorge, sobrevivem rituais extremamente complexos, autêntica liturgia do culto do Espírito Santo, que já desapareceram nas outras ilhas.